# Heilige Maria Moeder Godskerk (Beernem)

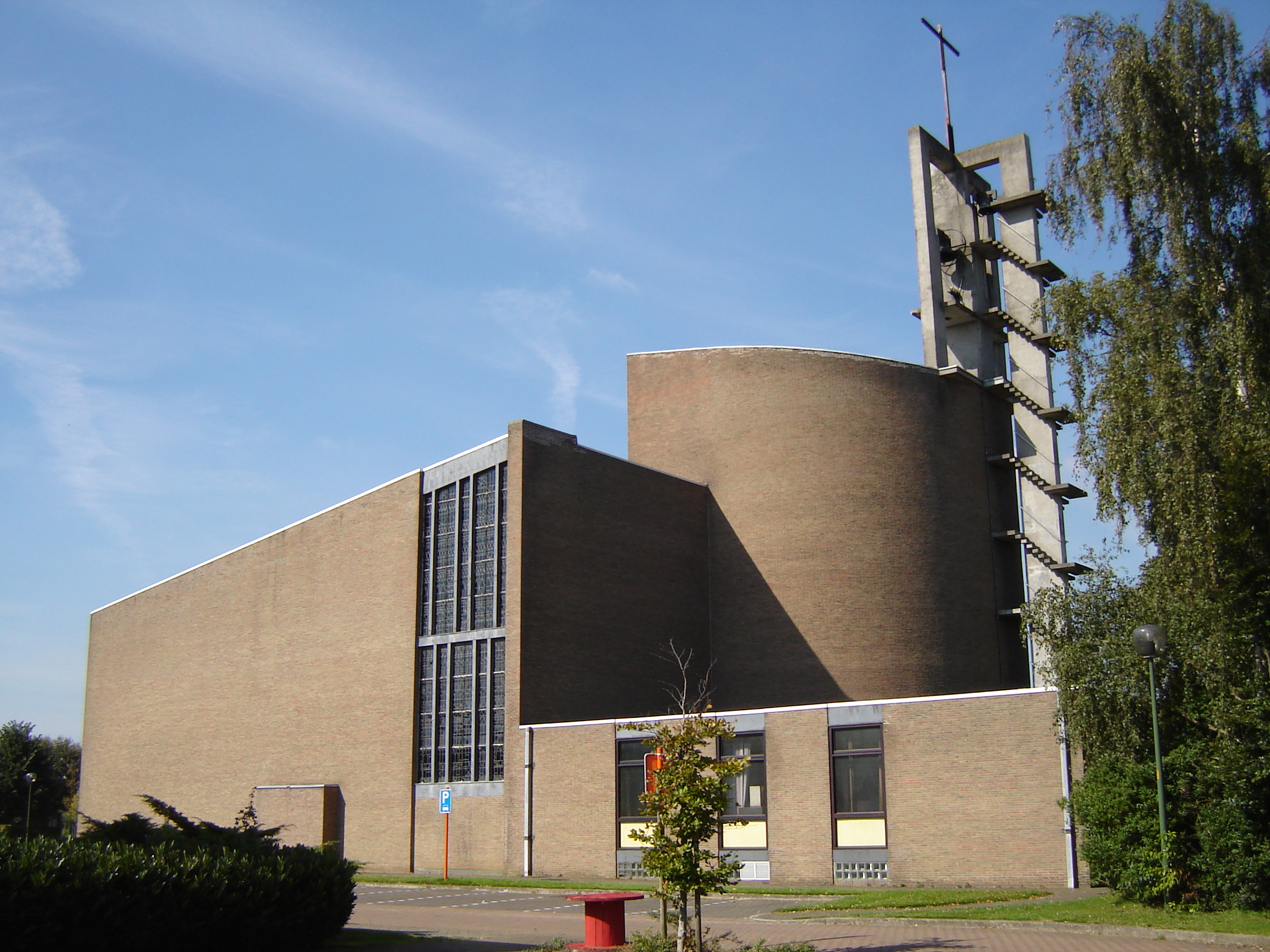
Heilige Maria Moeder Godskerk

De Heilige Maria Moeder Godskerk is een kerkgebouw in een zuidelijke wijk van de West-Vlaamse plaats Beernem, gelegen aan de Sint-Hubertusstraat 3.

## Geschiedenis
De betreffende wijk is gelegen tussen het station en het Psychiatrisch Centrum Sint-Amandus. Omdat deze wijk steeds meer inwoners kreeg, besloot men in 1940 om een parochie op te richten. Van 1941-1965 kerkte men in een noodkerk, welke op het terrein van de N.V. Beernemse Tricotfabriek was gelegen. Van 1962-1965 bouwde men aan een definitief kerkgebouw, naar ontwerp van Arthur Degeyter.

## Gebouw
Het betreft een gebouw met symmetrische plattegrond, gebouwd in baksteen en gewapend beton. Een breed bakstenen front wordt links en rechts geflankeerd door inspringende ingangsportalen. Een halfronde apsis is aanwezig met ten oosten daarvan een opengewerkte klokkentoren in de vorm van een skelet van gewapend beton. Een winterkapel en een sacristie springen links en rechts uit het gebouw voorbij de apsis.